# Khrystyna Alchevska
Khrystyna Danylivna Alchevska (en ucraniano: Христина Алчевська; Borzna, 16 de abril de 1841 – Járkov, 1920) apellido de soltera Zhuravlyova (en ucraniano: Журавлёва) fue una profesora ucraniana y activista por la educación nacional en la Rusia imperial. Creó un sistema de entrenamiento metódico que se implementó en muchas escuelas del Imperio ruso. En 1862 organizó la primera escuela gratuita para niñas en Ucrania. En 1889 fue elegida vicepresidenta de la Liga Internacional de Educación en París.

## Biografía

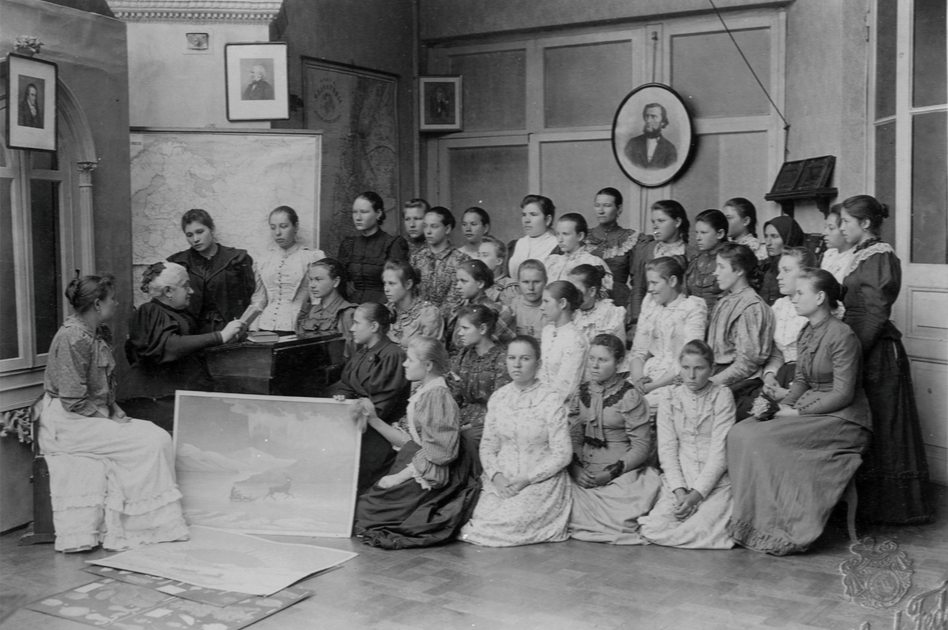
Fotografía de Alfred Fedetsky

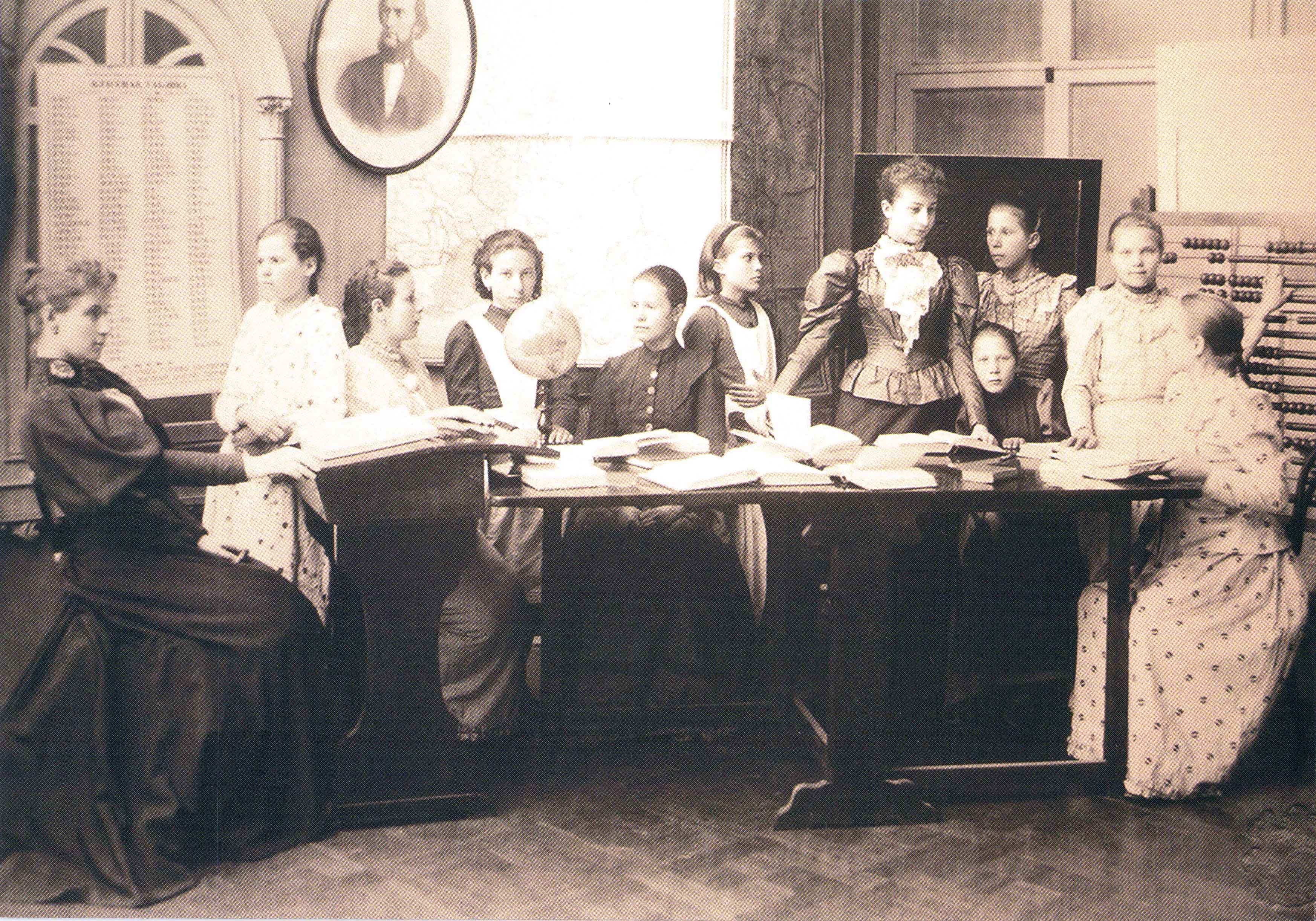
La escuela dominical de Alchevska, de Alfred Fedetsky (1900)

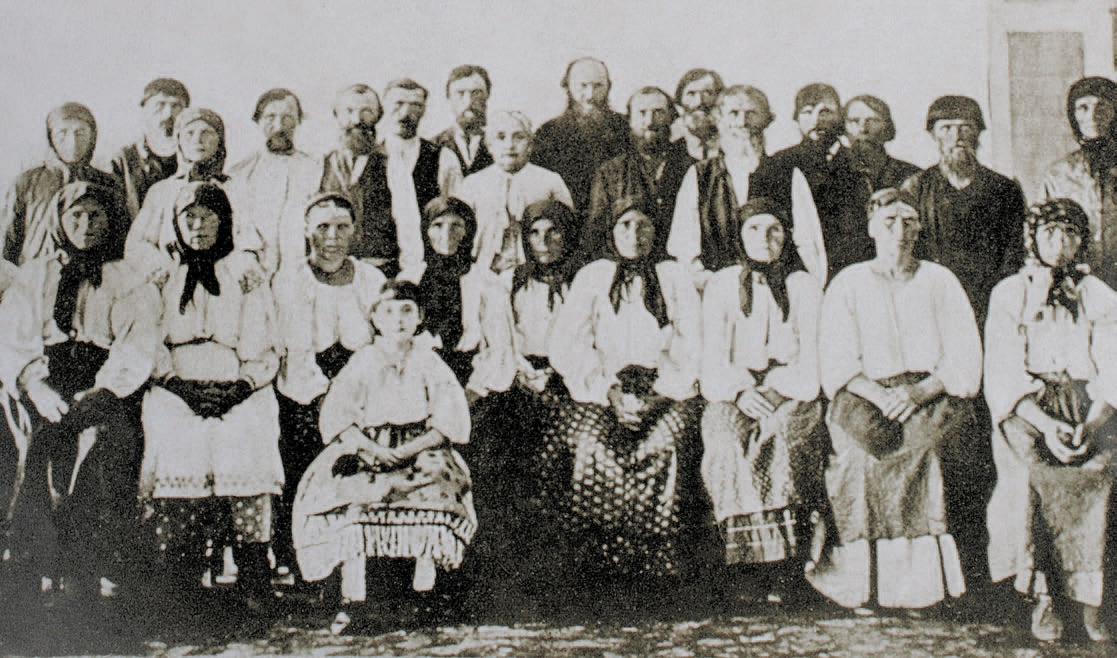
Alchevska junto a campesinos en la aldea de Alekseevka, Volost Mikhaylovskaya, condado de Slavyanoserbsk (uyezd)

Khrystyna nació el 16 de abril de 1841 en Borzna, Gobernación de Chernígov, Imperio ruso (ahora en Ucrania). Su padre fue Danila Zhuravlyov (1809–?), profesor de literatura rusa, y su madre Annette Nikolaevna Vuich (1809–1857), una mujer noble que decidió casarse por amor. Su madre Annette era hija del general ruso Nikolay Vuich y estudió en el Instituto Smolny de Doncellas Nobles de San Petersburgo. Alchevska tuvo dos hermano.
Khrystyna se casó con Aleksey Alchevsky, un hombre de negocios imperial ruso, más tarde propietario de una gran mina y planta de acero, cofundador de Kharkiv Hromada. Muchos de sus hijos terminaron siendo artistas consumados. Su hijo, Ivan Alchevsky, fue un reconocido cantante de ópera. Su hija, Khrystia Alchevska, era poeta. Su hijo, Grigory Alchevsky, fue compositor.
Vivió y trabajó en Járkov, donde murió el 15 de agosto de 1920.

## Vida profesional
A partir de 1862, mantuvo con sus propios recursos la Escuela Dominical de Mujeres de Járkov (acreditada oficialmente en 1870). Su escuela fue cerrada por el régimen soviético en 1919. La escuela existió durante 50 años y fue famosa por sus métodos altamente desarrollados de educación para adultos.
Alchevska fue una eminente pedagoga que inició un método de educación para adultos basado en obras literarias, en lugar de libros de ortografía. Hubo más de 100 profesores voluntarios, y se asignaba un profesor a cada grupo de cinco personas. Las estudiantes se dividían en aquellas que no sabían leer ni escribir, aquellas que sabían leer, pero no escribir, y aquellas que necesitaban mejorar sus habilidades. Las estudiantes asistían a excursiones a teatros y actuaciones y formaban parte de grupos de lectura. Más adelante esta metodología pasaría a ser implementada por otras escuelas.
De joven, Borys Hrinchenko fue profesor en la escuela.
En 1889 asistió a la Exposición de París como representante de profesores de estudiantes adultos del Imperio ruso. Impartió clases en ucraniano hasta que el gobierno la obligó a hacerlo en ruso.
Alchevska compiló una guía metodológica y bibliográfica premiada, Chto chitat' narodu, en 1906, sobre obras literarias recomendadas para adultos. La obra obtuvo el gran premio en la Exposición Internacional de París. En 1900 ya había publicado un manual de enseñanza para adultos, Kniga vzroslykh. En 1912  escribió sus memorias, Peredumannoe i perezhitoe, (del ucraniano, Mis pensamientos y experiencias). También publicó varios artículos metodológicos sobre educación de adultos. En la década de 1860, los artículos de Alchevska aparecieron en la revista de Aleksandr Herzen, Kolokol, bajo el seudónimo de Ukrainka (literalmente, «ucraniana»). Alchevska animó a las niñas y mujeres a vestirse con trajes regionales tradicionales en los festivales comunitarios y a interpretar canciones populares. Llevaba un traje de campesina como símbolo de su dedicación al pueblo al que enseñaba. Su adaptación de la cultura y el arte populares ayudó a los campesinos a adaptarse a la vida urbana.

## Obras
- О первой книге для классного чтения взрослых М., 1895.
- Передуманное и пережитое: дневники, письма, воспоминания. М., 1912.
- Что читать народу? Критич. указатель книг для нар. и дет. чтения. В трёх томах. СПб, 1884–1906.

## Legado
En 1963, O. Mazurkevych publicó un libro sobre el trabajo educativo de Alchevska y sus compañeros.